# Ceabanivka, Novoaidar
Ceabanivka (în ucraineană Чабанівка) este localitatea de reședință a comunei Ceabanivka din raionul Novoaidar, regiunea Luhansk, Ucraina.

## Demografie
Componența lingvistică a localității Ceabanivka
     Ucraineană (90,77%)
     Rusă (8,89%)
     Alte limbi (0,17%)
Conform recensământului din 2001, majoritatea populației localității Ceabanivka era vorbitoare de ucraineană (90,77%), existând în minoritate și vorbitori de rusă (8,89%).